# Дечја песма Евровизије 2022.
Дечја песма Евровизије 2022. је било 20. по реду такмичење намењено деци. Одржало се у Јеревану, Јерменији, 11. децембра 2022. године, након победе Јерменије на такмичењу 2021. године. Био је ово други пут да се такмичење одржава у Јерменији, након такмичења 2011. такође одржаном у Јеревану.
16 земаља је учествовало на такмичењу. Уједињено Краљевство је учествовало по први пут од 2005, док су се Азербејџан, Бугарска, Немачка и Русија повукли са такмичења.
Лисандро Формика је са песмом Oh maman остварио другу победу за Француску. На другом месту је завршила Јерменија, а на трећем Грузија.

## Локација
Дана 21. децембра 2021. потврђено је да ће се такмичење одржати у Јерменији након победе Јерменије на такмичењу 2021. године са песмом Qami Qami.

## Земље учеснице
Дана 26. септембра 2022. објављено је да ће наступити 16 земаља на такмичењу 2022. године. Уједињено Краљевство ће наступити на такмичењу по први пут после 2005. године, док су се са такмичења повукле Азербејџан, Бугарска, Немачка и Русија.

## Финале
| Р. бр. | Држава                 | Представник         | Песма                                         | Пласман | Поени |
| ------ | ---------------------- | ------------------- | --------------------------------------------- | ------- | ----- |
| 01     | Холандија              | Луна                | La festa (Журка)                              | 7       | 128   |
| 02     | Пољска                 | Лаура Бончкијевич   | To the Moon (До месеца)                       | 10      | 95    |
| 03     | Казахстан              | Давид Чарлин        | Jer-Ana (Mother Earth) (Мајка земља)          | 15      | 47    |
| 04     | Малта                  | Гаја Гамбуца        | Diamonds in the Skies (Дијаманти на небесима) | 16      | 43    |
| 05     | Италија                | Шанел Дилекта       | Bla Bla Bla                                   | 11      | 95    |
| 06     | Француска              | Лисандро            | Oh, maman (О, мама)                           | 1       | 203   |
| 07     | Албанија               | Кејтлин Ђата        | Pakëz diell (Мало сунца)                      | 12      | 94    |
| 08     | Грузија                | Маријам Бигвава     | I Believe (Верујем)                           | 3       | 161   |
| 09     | Ирска                  | Софи Ленон          | Solas (Светлости)                             | 4       | 150   |
| 10     | Северна Македонија МРТ | Лара, Ирина и Јован | Животот е пред мене (Мој живот је преда мном) | 14      | 54    |
| 11     | Шпанија                | Карлос Ихес         | Señorita (Госпођица)                          | 6       | 137   |
| 12     | УК                     | Фреја Скај          | Lose My Head (Губим своју главу)              | 5       | 146   |
| 13     | Португал               | Николаш Алвеш       | Anos 70 (70их година)                         | 8       | 121   |
| 14     | Србија РТС             | Катарина Савић      | Свет без граница                              | 13      | 92    |
| 15     | Јерменија              | Наре                | Dance (Плеши)                                 | 2       | 180   |
| 16     | Украјина               | Злата Џијунка       | Nezlamna (Несаломива)                         | 9       | 111   |

## Гласање
| Засебни гласови публике и жирија | Засебни гласови публике и жирија | Засебни гласови публике и жирија | Засебни гласови публике и жирија | Засебни гласови публике и жирија | Засебни гласови публике и жирија | Засебни гласови публике и жирија |
| П                                | Комбиновано                      | Комбиновано                      | Онлајн                           | Онлајн                           | Жири                             | Жири                             |
| П                                | Држава                           | Поени                            | Држава                           | Поени                            | Држава                           | Поени                            |
| -------------------------------- | -------------------------------- | -------------------------------- | -------------------------------- | -------------------------------- | -------------------------------- | -------------------------------- |
| 1.                               | Француска                        | 203                              | Уједињено Краљевство             | 80                               | Француска                        | 132                              |
| 2.                               | Јерменија                        | 180                              | Шпанија                          | 78                               | Грузија                          | 114                              |
| 3.                               | Грузија                          | 161                              | Француска                        | 71                               | Јерменија                        | 110                              |
| 4.                               | Ирска                            | 150                              | Јерменија · Португал · Холандија | 70                               | Ирска                            | 88                               |
| 5.                               | Уједињено Краљевство             | 146                              | Јерменија · Португал · Холандија | 70                               | Уједињено Краљевство             | 66                               |
| 6.                               | Шпанија                          | 137                              | Јерменија · Португал · Холандија | 70                               | Шпанија                          | 59                               |
| 7.                               | Холандија                        | 128                              | Украјина                         | 64                               | Холандија                        | 58                               |
| 8.                               | Португал                         | 121                              | Ирска                            | 62                               | Албанија                         | 51                               |
| 9.                               | Украјина                         | 111                              | Италија · Пољска                 | 53                               | Португал                         | 51                               |
| 10.                              | Пољска                           | 95                               | Италија · Пољска                 | 53                               | Украјина                         | 47                               |
| 11.                              | Италија                          | 95                               | Србија                           | 51                               | Пољска                           | 42                               |
| 12.                              | Албанија                         | 94                               | Грузија                          | 47                               | Италија                          | 42                               |
| 13.                              | Србија                           | 92                               | Албанија                         | 43                               | Србија                           | 41                               |
| 14.                              | Северна Македонија               | 54                               | Казахстан · Северна Македонија   | 42                               | Северна Македонија               | 12                               |
| 15.                              | Казахстан                        | 47                               | Казахстан · Северна Македонија   | 42                               | Малта                            | 10                               |
| 16.                              | Малта                            | 43                               | Малта                            | 33                               | Казахстан                        | 5                                |

|          |                    | Резултати |        |           |       |         |           |          |         |                 |                    |         |                      |             |        |           |          |    |    |
| Поени    | ОГ                 | Холандија | Пољска | Казахстан | Малта | Италија | Француска | Албанија | Грузија | Република Ирска | Северна Македонија | Шпанија | Уједињено Краљевство | Португалија | Србија | Јерменија | Украјина |    |    |
| Учесници | Холандија          | 128       | 70     |           |       | 3       | 8         |          | 3       | 7               |                    | 4       | 3                    | 8           | 7      |           | 6        | 6  | 3  |
| Учесници | Пољска             | 95        | 53     | 2         |       |         | 5         | 5        |         | 8               |                    | 3       | 4                    | 2           |        |           |          | 7  | 6  |
| Учесници | Казахстан          | 47        | 42     |           |       |         |           | 4        | 1       |                 |                    |         |                      |             |        |           |          |    |    |
| Учесници | Малта              | 43        | 33     |           |       |         |           |          |         | 1               |                    |         |                      | 5           |        |           |          | 3  | 1  |
| Учесници | Италија            | 95        | 53     |           |       | 4       | 2         |          | 2       | 12              | 12                 |         |                      |             |        | 6         | 3        | 1  |    |
| Учесници | Француска          | 203       | 71     | 12        | 5     | 8       |           | 12       |         | 10              | 10                 | 12      | 10                   | 6           | 10     | 12        | 10       | 10 | 5  |
| Учесници | Албанија           | 94        | 43     |           | 6     | 6       | 7         | 3        | 8       |                 | 4                  | 7       |                      |             | 4      | 1         | 5        |    |    |
| Учесници | Грузија            | 161       | 47     | 8         | 12    | 7       | 6         | 10       | 5       | 2               |                    | 2       | 8                    | 10          | 5      | 10        | 7        | 12 | 10 |
| Учесници | Ирска              | 150       | 62     | 7         | 10    |         | 12        | 6        | 10      |                 | 2                  |         | 7                    | 3           | 6      | 4         | 12       | 2  | 7  |
| Учесници | Северна Македонија | 54        | 42     | 1         |       |         |           |          |         |                 |                    | 5       |                      |             |        |           | 4        |    | 2  |
| Учесници | Шпанија            | 137       | 78     | 3         | 1     | 2       | 10        | 1        | 4       | 4               | 1                  | 1       | 5                    |             | 12     | 2         | 1        | 8  | 4  |
| Учесници | УК                 | 146       | 80     | 6         | 3     | 1       | 1         | 8        | 7       | 6               | 8                  |         | 2                    | 4           |        | 3         |          | 5  | 12 |
| Учесници | Португал           | 121       | 70     | 4         | 4     | 5       |           | 7        | 6       |                 | 7                  |         | 6                    | 7           | 1      |           |          | 4  |    |
| Учесници | Србија             | 92        | 51     | 10        | 8     |         |           | 2        |         |                 | 3                  | 8       | 1                    | 1           | 3      | 5         |          |    |    |
| Учесници | Јерменија          | 180       | 70     | 5         | 2     | 12      | 4         |          | 12      | 5               | 5                  | 10      | 12                   | 12          | 8      | 7         | 8        |    | 8  |
| Учесници | Украјина           | 111       | 64     |           | 7     | 10      | 3         |          |         | 3               | 6                  | 6       |                      |             | 2      | 8         | 2        |    |    |

| Засебна додељивања 12 поена жирија у финалу | Засебна додељивања 12 поена жирија у финалу | Засебна додељивања 12 поена жирија у финалу       |
| Број добијених 12 поена                     | Земље које добијају 12 поена                | Земље које дају 12 поена                          |
| ------------------------------------------- | ------------------------------------------- | ------------------------------------------------- |
| 4                                           | Јерменија                                   | Казахстан, Северна македонија, Француска, Шпанија |
| 4                                           | Француска                                   | Ирска, Италија, Португал, Холандија               |
| 2                                           | Грузија                                     | Пољска, Јерменија                                 |
| 2                                           | Ирска                                       | Малта, Србија                                     |
| 2                                           | Италија                                     | Албанија, Грузија                                 |
| 1                                           | Уједињено Краљевство                        | Украјина                                          |
| 1                                           | Шпанија                                     | УК                                                |

## Остале земље

### Активни чланови ЕРУ
Земље које су одустале од учешћа:
- Аустралија (прикључена чланица ЕРУ)
- Азербејџан
- Белгија
- Бугарска
- Грчка
- Данска
- Израел
- Кипар
- Летонија
- Литванија
- Молдавија
- Немачка
- Норвешка
- Румунија
- Сан Марино
- Словенија
- Хрватска
- Црна Гора
- Швајцарска
- Шведска

### Нису чланови ЕРУ
- Белорусија — избачена је из ЕРУ, и као таква не може да се такмичи.
- Русија - руски емитери су се повукли из чланства ЕРУ чиме је онемогућено учешће на такмичењу.

## Преноси и коментатори
| Држава             | Канали   | Коментатори                                                        | Реф.                 |
| ------------------ | -------- | ------------------------------------------------------------------ | -------------------- |
| Албанија           |          | Андри Џаху                                                         | [ 4 ]                |
| Грузија            |          | Ника Лобиладзе                                                     | [ 5 ] [ 6 ]          |
| Јерменија          | AMPTV    | Хамлет Аркељан and Храчухи Утмазјан                                | [ 7 ]                |
| Француска          | France 2 | Стефан Берн и Карла Лазари                                         | [ 8 ]                |
| Ирска              | TG4      | Синеад Ни Валачаин                                                 | [ 9 ]                |
| Италија            | Rai 1    | Марио Акампа, Франческа Фиалдини, Росана Ваудети и Ђиљола Чинквети | [ 10 ] [ 11 ] [ 12 ] |
| Казахстан          |          |                                                                    | [ 13 ]               |
| Холандија          | NPO 3    | Барт Аренс и Матију Хинзен                                         | [ 14 ] [ 15 ] [ 16 ] |
| Малта              |          | Без коментатора                                                    |                      |
| Пољска             |          | Александер Сикора                                                  | [ 17 ] [ 18 ]        |
| Португал           |          | Нуно Галопим и Јоланда Фереира                                     | [ 19 ]               |
| Северна Македонија | МРТ 1    |                                                                    | [ 20 ]               |
| Србија             | РТС 2    | Кристина Раденковић                                                | [ 21 ]               |
| Шпанија            |          | Тони Агиљар и Јулија Варела                                        | [ 22 ] [ 23 ]        |
| УК                 |          | Лорен Хејфилд и Хрви                                               | [ 24 ] [ 25 ]        |
| Украјина           |          | Тимур Мирошниченко                                                 | [ 26 ]               |

| Држава  | Канали | Коментатори      | Реф.          |
| ------- | ------ | ---------------- | ------------- |
| Немачка | KiKa   | Константин Зелер | [ 27 ] [ 28 ] |

## Презентери
Следеће особе су доставиле 12 поене жирија:
1. Холандија –  Ралф Макенбач
2. Пољска –  Вики Габор
3. Казахстан –  Халаш
4. Малта –  Гаја Каучи
5. Италија – Винчензо Кантијело
6. Француска –  Валентина
7. Албанија –   Мариам Гвалдзе
8. Грузија –  Нико Кајаиа
9. Ирска –  Холи Ленон
10. Северна Македонија –  Мариам Мамадашвили
11. Шпанија –  Хуан Дијего Алварез
12. Уједињено Краљевство –  Табита
13. Португал –  Елими Алвез
14. Србија –  Петар Аничић
15. Јерменија –  Малена
16. Украјина –  Микола Олиник

## Инциденти

### Проблеми пре преноса
Фреја Скај није могла да пева током пробе која је снимана пре отварања гласања из медицинских разлога, те је коришћен плејбек. Проблем се наставио и током наступа за жири, где је коришћен снимак са прве пробе. Током наступа за жири, Катарина Савић из Србије је наступила поново после последњег планираног наступа Украјине. Ово је било наводно због техничких проблема са камерама, као и због тога што Катарина није могла да чује саму себе током наступа. На дан такмичења, објављено је да Катарина Савић неће наступити током преноса уживо из медицинских разлога, те је за пренос коришћен снимак са њене друге пробе. И представница Ирске је била болесна и дан пре такмичења изгубила глас, али је на дан такмичења све било у реду.